# Rio Cenade
O Rio Cenade é um rio da Romênia, afluente do Rio Târnava Mare, localizado no distrito de Alba.